# 朱庇特岛 (佛罗里达州)
朱庇特岛（英語：Jupiter Island），是美国佛罗里达州馬丁縣下属的一座城镇。建立于1953年。面积约为9.3平方公里（约合3.6平方英里）。根据2010年美国人口普查，该市有人口817人。论人口在本州排行第341。

## 知名人物
- 老布殊，前美國總統
- 米高·佐敦，籃球運動員
- 格雷格·諾曼，高爾夫球運動員
- 蓋瑞·普萊爾，高爾夫球運動員
- 尼克·普萊斯，高爾夫球運動員
- 老虎活士，高爾夫球運動員
- 賈斯汀·托馬斯，高爾夫球運動員
- 里奇·福勒，高爾夫球運動員
- 席琳·狄翁，歌手